# Waldstadt (Karlsruhe)
Waldstadt ist ein Stadtteil von Karlsruhe. Er entstand ab 1957 als Wohnsiedlung im Hardtwald nördlich des Karlsruher Stadtzentrums. Heute wohnen rund 12.400 Menschen in der Waldstadt.

## Geschichte

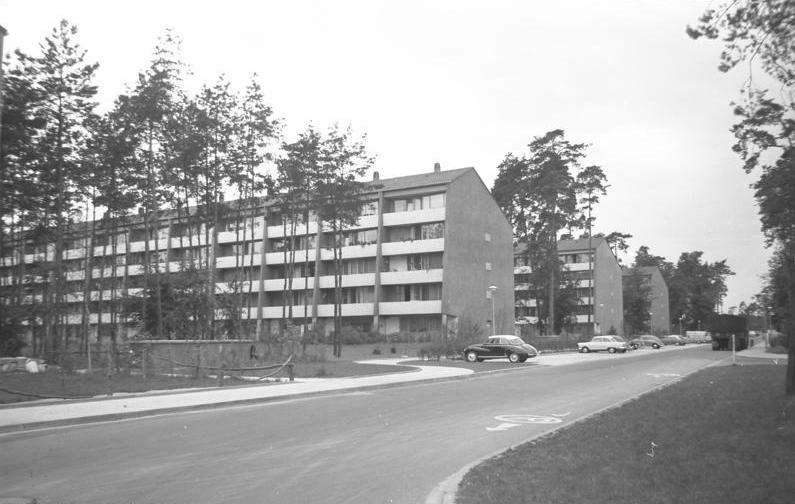
„Neubaugebiet“ Waldstadt

Ideengeber für den Stadtteil war der damalige Oberbürgermeister Günther Klotz, der angesichts der in der Nachkriegszeit herrschenden Wohnungsnot – in den 1950er Jahren waren in Karlsruhe bis zu 12.000 Familien als wohnungssuchend registriert – nach neuen, kurzfristigen Lösungen für den Wohnungsbau suchte.
Der Stadtteil wurde zunächst im Volksmund als Arbeitslosenwald bezeichnet, da dort viele Erwerbslose wohnten. 1963 waren bereits 8264 Einwohner in 2374 Wohneinheiten registriert. Neben großen Mietwohnungsblöcken entstanden auch zahlreiche Einfamilien- und Reihenhäuser, sodass sich eine gemischte Bevölkerung aus unterschiedlichen Einkommensgruppen ergab. Durch die Überalterung und den Tod vieler Eigentümer der Anfangszeit ergibt sich vor allem in den großen Wohnblocks ein Wechsel des Bewohnerniveaus.
In den 1970er Jahren wurde die Waldstadt im Osten durch das Baugebiet Feldlage ergänzt, mit der Ansiedlung der Europäischen Schule in Karlsruhe wurde die Waldstadt nochmals um die Europasiedlung erweitert.

## Wirtschaft und Infrastruktur
Anfangs hinkte die Infrastruktur dem Bau von Wohnhäusern hinterher. Inzwischen hat die Waldstadt eine gute Infrastruktur mit sieben Kindergärten, fünf Schulen, drei Kirchen, drei Studentenwohnheimen und zwei Altersheimen. An zwei Baggerseen, den Jägerhausseen, wurde ein naturnaher Stadtteilpark angelegt. Im kulturellen Bereich gibt es das Waldstadt Kammerorchester, den Waldstadtchor und das semiprofessionelle Theater Die Käuze. Gaststätten, Cafés oder Kneipen sind nur wenige vorhanden. Auch Arbeitsplätze gibt es (bedingt durch das Fehlen von Gewerbegebieten) nur wenige. Dadurch ist die Waldstadt noch immer eine Trabantenstadt.

### Verkehr
Die Waldstadt ist mit der Straßenbahnlinie 4 an die Karlsruher Stadtmitte angebunden, die von Oberreut über den Europaplatz und das Durlacher Tor bis zur Europäischen Schule fährt. Die Linie verläuft über die Feldlage und deckt damit eher den östlichen Teil ab. Der westliche Rand der Waldlage wird von der Buslinie 30 bedient und verbindet diese ebenfalls mit dem Durlacher Tor.
Der Autoverkehr für die Waldlage wird über die Theodor-Heuss-Allee abgewickelt, die im Westen der Waldstadt verläuft. Die Zufahrt zur Feldlage erfolgt über die Gustav-Heinemann-Allee im Osten. Durch dieses Konzept wird der Durchgangsverkehr in der Waldstadt minimiert, gleichzeitig ist aber eine Autofahrt von der Wald- in die Feldlage (wo auch das Versorgungszentrum ist) mit einem Umweg verbunden.

## Persönlichkeiten
- Heinrich-Wolfgang Leopoldt (1927–2011), Mathematiker, der sich mit algebraischer Zahlentheorie beschäftigte, Lehrstuhlinhaber in Karlsruhe, lebte in der Waldstadt.
- Wolfgang Ludwig Walter (1927–2010), Mathematiker, der sich mit Analysis mit Schwerpunkt Differentialgleichungen beschäftigte, Lehrstuhlinhaber in Karlsruhe, lebte in der Waldstadt